# Roussines (Charente)
Roussines é uma comuna francesa na região administrativa da Nova Aquitânia, no departamento de Charente. Estende-se por uma área de 16,08 km². Em 2010 a comuna tinha 289 habitantes (densidade: 18 hab./km²).